# Contea di Hamilton (New York)
La contea di Hamilton (in inglese Hamilton County) è una contea del nord-est dello Stato di New York negli Stati Uniti. Il capoluogo è Lake Pleasant.

## Geografia fisica
La contea si trova nel nord-est dello Stato. Il territorio è montuoso (monti Adirondack) e rientra per tutta la sua estensione nell'Adirondack Park, come il territorio della contea di Essex. Nella contea nascono i fiumi Beaver e Moose che scorrono verso occidente per sfociare nel fiume Black. Nel sud-est scorrono i due rami del fiume Sacandaca. I laghi sono molto numerosi. I maggiori sono il Long, il Raquette, e l'Indian.
La contea con i suoi 5 375 abitanti ha la più bassa densità di popolazione tra le contee dello Stato, ma per le sue bellezze naturali è un'importante meta turistica e durante la stagione estiva la popolazione arriva anche a quintuplicarsi con l'arrivo dei turisti.

### Contee confinanti
- Contea di Franklin - nord
- Contea di Essex - nord-est
- Contea di Warren - est
- Contea di Saratoga - sud-est
- Contea di Fulton - sud
- Contea di Herkimer - ovest
- Contea di St. Lawrence - nord-ovest

## Storia
L'area era abitata da nativi Mohawk. Con l'istituzione delle Province di New York nel 1683, l'area dell'attuale contea faceva parte della contea di Albany. In seguito il territorio della contea fece parte della contea di Tryon che fu rinominata Montgomery nel 1784. La contea fu istituita nel 1816 separandola dalla contea di Montgomery ma per la scarsità di popolazione la contea venne effettivamente istituita nel 1846. La contea prende il nome da Alexander Hamilton che firmò la dichiarazione di indipendenza quale delegato dello Stato di New York nel 1787 e fu il primo Ministro del tesoro degli Stati Uniti.

## Comuni
- Arietta - town
- Benson - town
- Hope - town
- Indian Lake - town
- Inlet - town
- Lake Pleasant (capoluogo) - town
- Long Lake - town
- Morehouse - town
- Wells - town